# 알렉스 델베키오

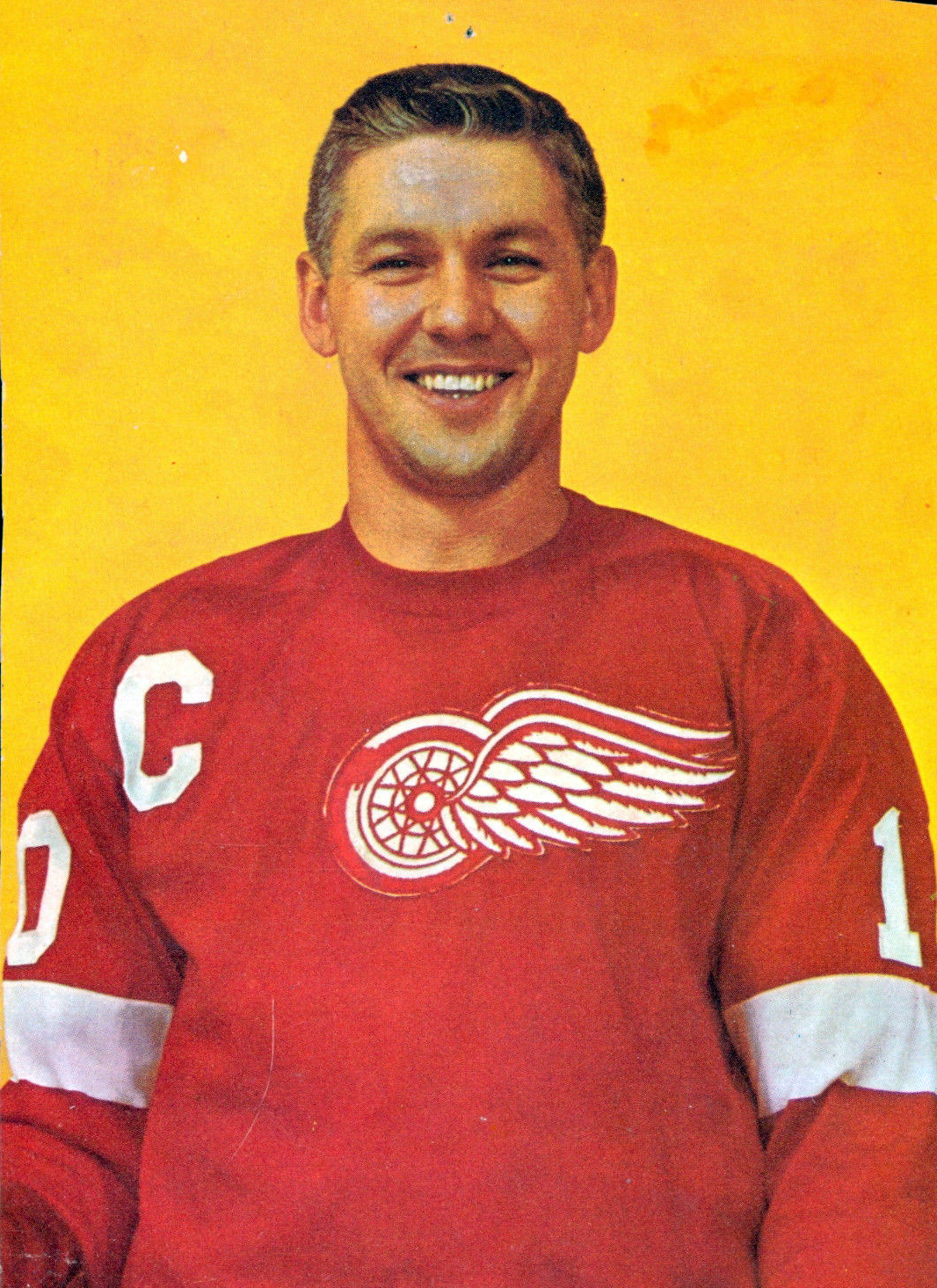
1960년대 디트로이트 레드윙스 소속의 델베키오

알렉산더 피터 "팻츠" 델베키오(Alexander Peter "Fats" Delvecchio, 1931년 12월 4일 ~ 2025년 7월 1일)는 캐나다의 프로 아이스하키 선수이자 코치, 단장으로, 내셔널 하키 리그 (NHL) 경력을 모두 디트로이트 레드윙스에서 보냈다. 1951년부터 1973년까지 선수 생활을 한 델베키오는 1,549경기에 출전하여 1,281포인트를 기록했다. 은퇴 당시 그는 NHL 역사상 출장 경기 수, 어시스트, 포인트 부문에서 2위를 차지했다. 그는 스포츠맨십과 신사적인 행동으로 레이디 빙 메모리얼 트로피를 세 번 수상했으며, 레드윙스가 스탠리 컵을 세 번 우승하는 데 기여했다. 그는 NHL 선수 중 한 팀에서만 선수 생활을 하며 최소 1,500경기를 뛴 세 명의 선수 중 한 명이다 (나머지 두 명은 스티브 아이저먼과 니클라스 리드스트룀으로, 이들 역시 레드윙스에서 뛰었다). 1973년 은퇴 후 델베키오는 레드윙스의 헤드 코치로 임명되었고, 1974년에는 팀의 단장으로도 임명되었다. 그는 1977년까지 두 역할을 모두 수행했다. 델베키오는 1977년 하키 명예의 전당에 헌액되었으며, 2017년에는 역사상 "가장 위대한 NHL 선수 100인" 중 한 명으로 선정되었다.
델베키오는 레드윙스의 1952년, 1954년, 1955년 스탠리 컵 우승팀에서 마지막으로 생존한 멤버였다.

## 선수 경력
1950-51 시즌에 델베키오는 온타리오 하키 협회 (OHA)의 오샤와 제너럴스에서 뛰었고 그 해 리그에서 어시스트 부문 1위를 차지했다. 그는 1951년 3월 25일 레드윙스의 시즌 마지막 경기에서 카나디앵 드 몽레알을 상대로 NHL 데뷔전을 치렀다. 1951–52 시즌에는 팀의 마이너 리그 계열사인 아메리칸 하키 리그 (AHL)의 인디애나폴리스 캐피털스에서 6경기를 뛰며 9포인트를 기록한 후 레드윙스에 정식으로 합류했다. 그는 그 해 팀이 스탠리 컵을 우승하는 데 기여했다. 그는 22시즌 동안 센터와 레프트 윙 포지션 모두에서 뛰어난 활약을 펼쳤으며, 고디 하우와 테드 린제이와 함께 "프로덕션 라인"의 멤버로 유명했다.
1956–57 시즌, 델베키오는 발목 골절로 22경기를 결장했지만, 그 이후로는 거의 경기에 빠지지 않았고, 남은 16시즌 동안 단 14경기만 결장했다.
NHL 역사에서 델베키오는 한 팀에서만 선수 생활을 한 선수 중 니클라스 리드스트룀에 이어 가장 많은 경기를 뛰었다. 인상적인 경력에도 불구하고 델베키오는 하우의 존재로 인해 시즌 내내 레드윙스에서 포인트 득점 선두를 차지한 적이 없었다. 그가 가장 근접했던 것은 1969–70 NHL 시즌으로, 팀 내 하우에게 불과 3점 뒤쳐졌다.

## 선수 은퇴 후 경력

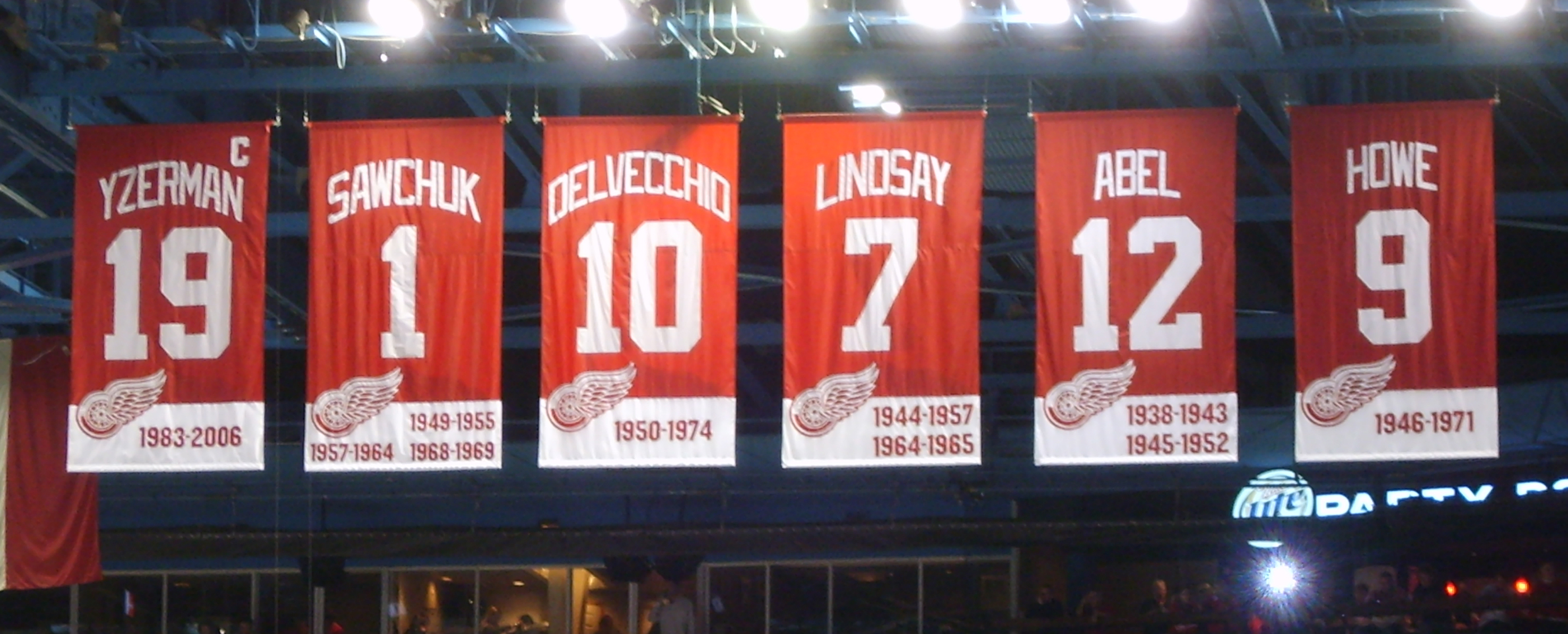
조 루이스 아레나에 걸려 있는 델베키오의 #10 배너 (왼쪽에서 세 번째).

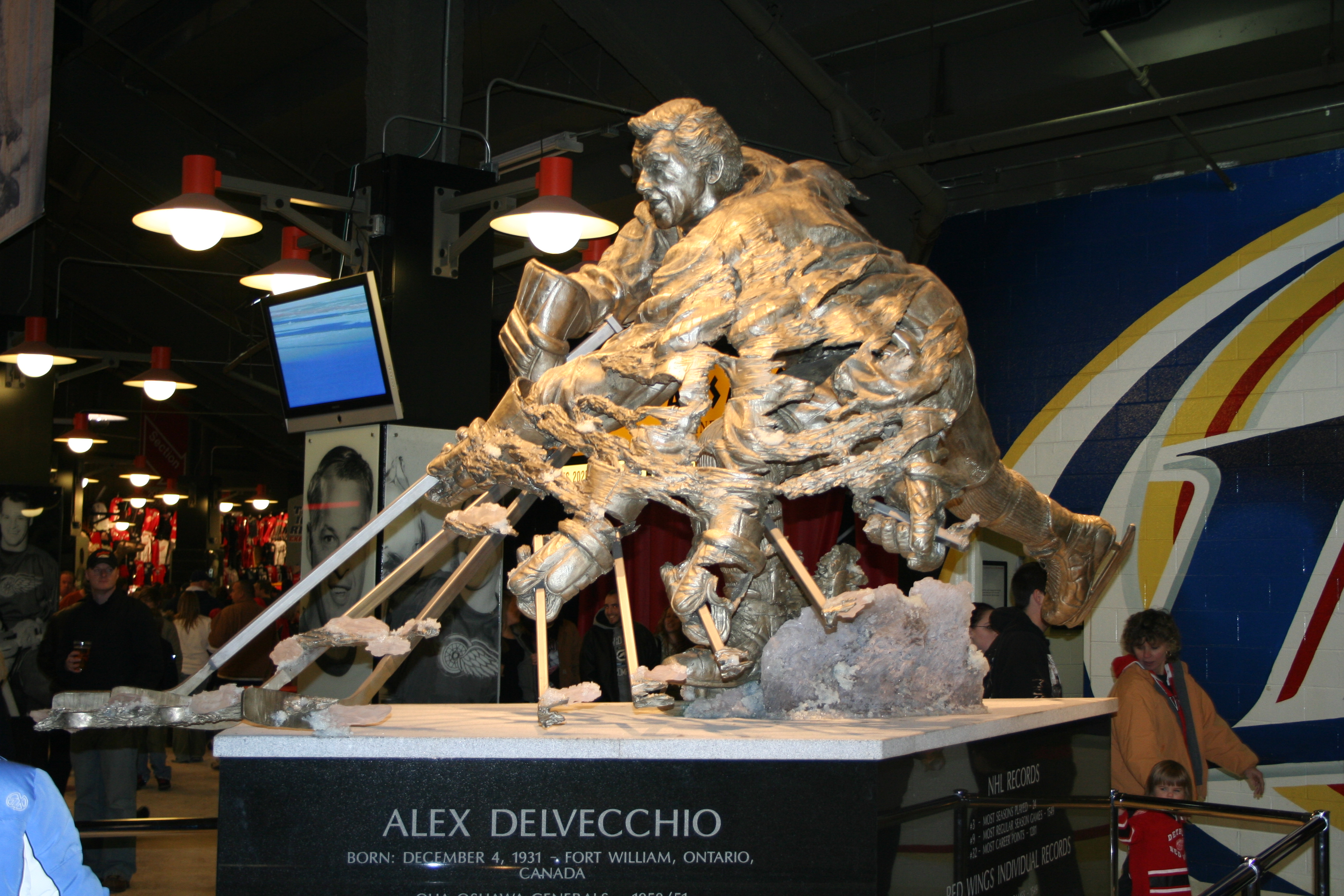
조 루이스 아레나에 있는 델베키오의 동상.

1973년 선수 은퇴 후 델베키오는 디트로이트의 헤드 코치를 두 번 역임했고, 1977년 하키계를 떠나 사업에 뛰어들기 전까지 단장을 한 번 역임했다. 그는 상패, 간판 및 홍보 제품을 제작하고 각인하는 알렉스 델베키오 엔터프라이즈를 설립했다. 델베키오는 디트로이트 레드윙스 동문회(Detroit Red Wings Alumni Association)의 "명예 회원"이었으며, 메트로 디트로이트 어린이 자선 단체를 위한 기금 마련 활동에 적극적으로 참여했다. 은퇴 당시 그는 레드윙스 역사상 거의 모든 중요한 공격 부문에서 하우에 이어 2위를 차지했다. 이후 그는 대부분의 부문에서 스티브 아이저먼에게 추월당했고 어시스트에서는 니클라스 리드스트룀에게 추월당했지만, 레드윙스 선수로서 출장 경기 수에서는 여전히 하우와 리드스트룀에 이어 3위를 유지하고 있다.

## 사생활
델베키오는 슬로바키아와 이탈리아 혈통을 모두 가지고 있다고 주장했다. 그의 어머니 애니 타팍은 오라바 출신의 슬로바키아 이민자 Jozef Ťapák과 Anna Ťapáková의 딸이었다.
델베키오는 2025년 7월 1일, 93세의 나이로 로체스터 (미시간주)에 있는 자택에서 사망했다.

## 경력 통계
|          |                         |          |       | 정규 시즌 | 정규 시즌 | 정규 시즌 | 정규 시즌 | 정규 시즌 |    | 플레이오프 | 플레이오프 | 플레이오프 | 플레이오프 | 플레이오프 |
| 시즌     | 팀                      | 리그     | GP    | G         | A         | Pts       | PIM       | GP        | G  | A          | Pts        | PIM        |            |            |
| -------- | ----------------------- | -------- | ----- | --------- | --------- | --------- | --------- | --------- | -- | ---------- | ---------- | ---------- | ---------- | ---------- |
| 1947–48  | 포트윌리엄 레인저스     | TBJHL    | 1     | 0         | 0         | 0         | 0         | —         | —  | —          | —          | —          |            |            |
| 1948–49  | 포트윌리엄 레인저스     | TBJHL    | 12    | 16        | 8         | 24        | 53        | 1         | 2  | 0          | 2          | 0          |            |            |
| 1948–49  | 포트 아서 브루인스      | M-Cup    | —     | —         | —         | —         | —         | 5         | 2  | 2          | 4          | 1          |            |            |
| 1949–50  | 포트윌리엄 레인저스     | TBJHL    | 18    | 16        | 20        | 36        | 36        | 5         | 4  | 4          | 8          | 15         |            |            |
| 1950–51  | 오샤와 제너럴스         | OHA      | 54    | 49        | 72        | 121       | 36        | 5         | 4  | 10         | 14         | 5          |            |            |
| 1950–51  | 디트로이트 레드윙스     | NHL      | 1     | 0         | 0         | 0         | 0         | —         | —  | —          | —          | —          |            |            |
| 1951–52  | 디트로이트 레드윙스     | NHL      | 65    | 15        | 22        | 37        | 22        | 8         | 0  | 3          | 3          | 4          |            |            |
| 1951–52  | 인디애나폴리스 캐피털스 | AHL      | 6     | 3         | 6         | 9         | 4         | —         | —  | —          | —          | —          |            |            |
| 1952–53  | 디트로이트 레드윙스     | NHL      | 70    | 16        | 43        | 59        | 28        | 6         | 2  | 4          | 6          | 2          |            |            |
| 1953–54  | 디트로이트 레드윙스     | NHL      | 69    | 11        | 18        | 29        | 34        | 12        | 2  | 7          | 9          | 7          |            |            |
| 1954–55  | 디트로이트 레드윙스     | NHL      | 70    | 17        | 31        | 48        | 37        | 11        | 7  | 8          | 15         | 2          |            |            |
| 1955–56  | 디트로이트 레드윙스     | NHL      | 70    | 25        | 26        | 51        | 24        | 10        | 7  | 3          | 10         | 2          |            |            |
| 1956–57  | 디트로이트 레드윙스     | NHL      | 48    | 16        | 25        | 41        | 8         | 5         | 3  | 2          | 5          | 2          |            |            |
| 1957–58  | 디트로이트 레드윙스     | NHL      | 70    | 21        | 38        | 59        | 22        | 4         | 0  | 1          | 1          | -          |            |            |
| 1958–59  | 디트로이트 레드윙스     | NHL      | 70    | 19        | 35        | 54        | 6         | —         | —  | —          | —          | —          |            |            |
| 1959–60  | 디트로이트 레드윙스     | NHL      | 70    | 19        | 28        | 47        | 8         | 6         | 2  | 6          | 8          | 0          |            |            |
| 1960–61  | 디트로이트 레드윙스     | NHL      | 70    | 27        | 35        | 62        | 26        | 11        | 4  | 5          | 9          | 0          |            |            |
| 1961–62  | 디트로이트 레드윙스     | NHL      | 70    | 26        | 43        | 69        | 18        | —         | —  | —          | —          | —          |            |            |
| 1962–63  | 디트로이트 레드윙스     | NHL      | 70    | 20        | 44        | 64        | 8         | 11        | 3  | 6          | 9          | 2          |            |            |
| 1963–64  | 디트로이트 레드윙스     | NHL      | 70    | 23        | 30        | 53        | 11        | 14        | 3  | 8          |            |            |            |            |
| 1964–65  | 디트로이트 레드윙스     | NHL      | 68    | 25        | 42        | 67        | 16        | 7         | 2  | 3          | 5          | 4          |            |            |
| 1965–66  | 디트로이트 레드윙스     | NHL      | 70    | 31        | 38        | 69        | 16        | 12        | 0  | 11         | 11         | 4          |            |            |
| 1966–67  | 디트로이트 레드윙스     | NHL      | 70    | 17        | 38        | 55        | 10        | —         | —  | —          | —          | —          |            |            |
| 1967–68  | 디트로이트 레드윙스     | NHL      | 74    | 22        | 48        | 70        | 14        | —         | —  | —          | —          | —          |            |            |
| 1968–69  | 디트로이트 레드윙스     | NHL      | 72    | 25        | 58        | 83        | 8         | —         | —  | —          | —          | —          |            |            |
| 1969–70  | 디트로이트 레드윙스     | NHL      | 73    | 21        | 47        | 68        | 24        | 4         | 0  | 2          | 2          | 0          |            |            |
| 1970–71  | 디트로이트 레드윙스     | NHL      | 77    | 21        | 34        | 55        | 6         | —         | —  | —          | —          | —          |            |            |
| 1971–72  | 디트로이트 레드윙스     | NHL      | 75    | 20        | 45        | 65        | 22        | —         | —  | —          | —          | —          |            |            |
| 1972–73  | 디트로이트 레드윙스     | NHL      | 77    | 18        | 53        | 71        | 13        | —         | —  | —          | —          | —          |            |            |
| 1973–74  | 디트로이트 레드윙스     | NHL      | 11    | 1         | 4         | 5         | 2         | —         | —  | —          | —          | —          |            |            |
| NHL 합계 | NHL 합계                | NHL 합계 | 1,550 | 456       | 825       | 1,281     | 383       | 121       | 35 | 69         | 104        | 29         |            |            |

인용:

## 업적
- 레드윙스 유니폼을 입고 가장 많은 경기에 출전한 선수 역대 3위 (니클라스 리드스트룀과 고디 하우 다음).[12]
- 한 팀에서만 선수 생활을 한 선수 중 가장 많은 경기에 출전한 선수로 은퇴; 2012년 리드스트룀에 의해 추월당함; 2025년 현재 공격수 기록으로는 여전히 유지됨.
- 1952년, 1954년, 1955년 디트로이트와 함께 스탠리 컵 챔피언.
- 1953년 (센터)과 1959년 (레프트 윙)에 세컨드 팀 올스타에 선정.
- 올스타 게임에 13회 출전 (1953년, 1954년, 1955년, 1956년, 1957년, 1958년, 1959년, 1961년, 1962년, 1963년, 1964년, 1965년, 1967년), 이는 단 6명의 선수만이 넘어선 기록.
- 팀 주장을 12년간 역임, 이 기록은 스티브 아이저먼만이 넘어섰다.
- 2025년 현재, NHL 역사상 출장 경기 수에서 역대 16위, 득점 포인트에서 역대 39위.
- 레드윙스 역사상 포인트[13]와 골[14] 부문에서 3위, 어시스트[15] 부문에서 4위.
- 1998년 더 하키 뉴스의 위대한 하키 선수 100인 목록에서 82위에 랭크.
- 등번호 10번은 1991년 11월 10일 레드윙스에 의해 영구 결번되었다.
- 2008년 10월 16일, 레드윙스는 옴리 R. 암라니 작가가 제작한 그를 기리는 기념 동상을 공개했다.
- 2017년 1월 역사상 "100 Greatest NHL Players" 중 한 명으로 선정되었다.[16]

## NHL 감독 기록
| 팀                  | 년도    | 정규 시즌 | 정규 시즌 | 정규 시즌 | 정규 시즌 | 정규 시즌 | 정규 시즌  | 플레이오프           |
| 팀                  | 년도    | G         | W         | L         | T         | Pts       | 순위       | 결과                 |
| ------------------- | ------- | --------- | --------- | --------- | --------- | --------- | ---------- | -------------------- |
| 디트로이트 레드윙스 | 1973–74 | 67        | 27        | 31        | 9         | 63        | 동부 6위   | 플레이오프 진출 실패 |
| 디트로이트 레드윙스 | 1974–75 | 80        | 23        | 45        | 12        | 58        | 노리스 4위 | 플레이오프 진출 실패 |
| 디트로이트 레드윙스 | 1975–76 | 54        | 19        | 29        | 6         | 44        | 노리스 4위 | 플레이오프 진출 실패 |
| 디트로이트 레드윙스 | 1976–77 | 44        | 13        | 26        | 5         | 31        | 노리스 5위 | 사임                 |
| 총계                | 총계    | 245       | 82        | 131       | 32        |           |            |                      |

## 같이 보기
- 디트로이트 레드윙스 수상자 목록
- 아이스하키 라인 별명 목록
- NHL 1000포인트 선수 목록
- NHL 1000경기 출전 선수 목록
- 한 팀에서만 선수 생활을 한 NHL 선수 목록
- 프로덕션 라인 (아이스하키)
- 디트로이트 레드윙스 단장 목록
- 디트로이트 레드윙스 헤드 코치 목록